# Mauritiuskirche (Wiesbaden)

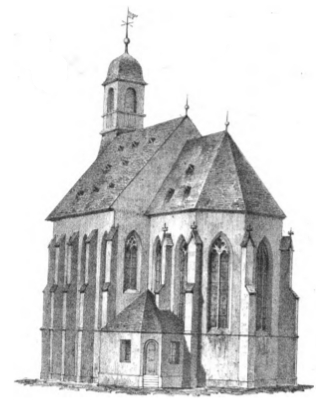
Die Mauritiuskirche um 1750 (Rekonstruktionsversuch von Karl Rossel)

Die dem heiligen Mauritius geweihte Mauritiuskirche in Wiesbaden war über Jahrhunderte hinweg der bedeutendste Sakralbau und kirchlicher Mittelpunkt der Stadt. Die 1488 bis 1521 erbaute gotische Kirche hatte insgesamt drei Vorgänger an selber Stelle, von denen der erste in karolingischer Zeit entstand. Am 27. Juli 1850 fiel der Bau einem Brand zum Opfer. Heute erinnern nur noch die Straßenbezeichnungen Mauritiusplatz, Mauritiusstraße, Kirchgasse und Kleine Kirchgasse an das Gebäude.

## Geschichte

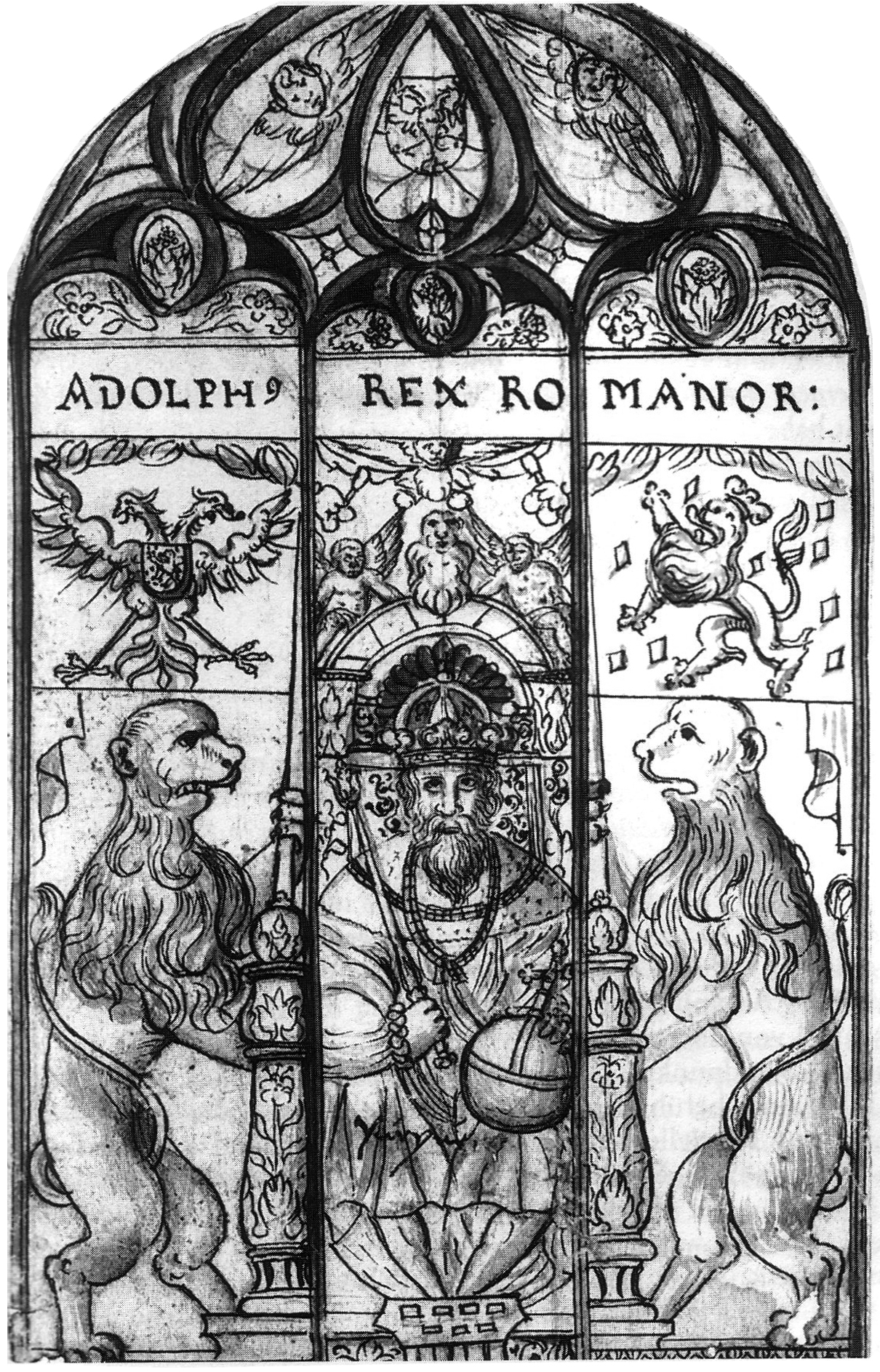
Zeichnung eines Glasfensters von 1556 aus der vierten Mauritiuskirche. Es zeigt König Adolf von Nassau.

### Erste Mauritiuskirche: karolingischer Saalbau (um 780/90)
Über den ersten Bau der Mauritiuskirche ist nur wenig bekannt. Analysen der Grundmauern nach der Zerstörung 1850 ergaben, dass es sich um eine 22,30 m lange und 7,00 m breite Saalkirche handelte, die um 780/90 entstanden war. Sie bestand aus einem kleinen Vorraum und einem Hauptraum von ca. 5,20 m Breite und hatte vermutlich eine flache Balkendecke.
Die erste Mauritiuskirche stand an der Stelle, die schon Jahrhunderte vorher Mittelpunkt einer römischen Siedlung war. Dass ihr Ursprung in einem römischen Tempel lag, konnte allerdings nicht bewiesen werden.

### Zweite Mauritiuskirche: frühromanische dreischiffige Basilika (um 965)
Im 10. Jahrhundert wurde der Bau durch eine größere dreischiffige Basilika mit einer halbkreisförmigen Apsis ersetzt. Langhaus und Seitenschiffe waren durch viereckige Pfeiler getrennt, von denen Reste gefunden wurden. Vermutlich war das Langhaus höher als die Seitenschiffe. Ob es ein Gewölbe oder eine flache Decke hatte, war nicht nachzuweisen. Ob es einen Turm gab, ist ebenfalls unbekannt. Da die Menschen zu dieser Zeit allerdings auf das Läuten von Glocken angewiesen waren, um ihr Leben besser ordnen zu können, lässt sich darauf schließen, dass es ein Geläut gab.
Das erste urkundlich belegte Datum, das mit der Mauritiuskirche in Verbindung steht, datiert aus dem Jahre 965, als sich Kaiser Otto der Große einige Tage in Wiesbaden aufhielt. Am 16. April 965 stellte er zwei Urkunden aus, die Schenkungen an das von ihm 937 gestiftete Mauritiuskloster in Magdeburg enthielten. Dass sich Otto dafür an einem Ort aufhielt, an dem es eine dem heiligen Mauritius geweihte Kirche gab, liegt nahe. Möglich ist aber auch, dass der Kirche zu diesem Anlass erst das Mauritiuspatrozinium verliehen wurde.
Über das weitere Schicksal dieser zweiten Kirche und auch über ihre Ausstattung oder dort stattfindende Feste ist nichts überliefert. Sicher ist nur, dass Kaiser Friedrich II. aus dem Hause der Staufer an Pfingsten des Jahres 1236 Wiesbaden besuchte. Er hatte zuvor der Erhebung der Gebeine der heiligen Elisabeth von Thüringen in Marburg beigewohnt und war nun auf der Durchreise. Dazu machte er mit seinem großen Gefolge in einer Zeltstadt auf dem Schloßplatz Station und nahm auch am Pfingstgottesdienst in der Mauritiuskirche teil.

### Dritte Mauritiuskirche: erster gotischer Neubau (um 1320)
Im 14. Jahrhundert entstand ein einschiffiger Neubau in gotischen Formen mit dreiseitigem Chorschluss (3/8-Schluss) und einem Turm. Die Kirche besaß sehr wahrscheinlich ein Spitzbogengewölbe und verglaste Fenster. Neben dem Hauptaltar war die Kirche mit fünf Nebenaltären ausgestattet. Erbauer war vermutlich Graf Gerlach, der Sohn König Adolfs von Nassau. Grund für den Neubau waren wohl kriegerische Auseinandersetzungen: 1242 wurde Wiesbaden vom Mainzer Erzbischof Siegfried III. von Eppstein weitgehend zerstört, 1318 von Kaiser Ludwig dem Bayern belagert. Deswegen wird der Bau auf etwa 1320 datiert.

### Vierte Mauritiuskirche: zweiter gotischer Neubau (1488 bis 1521)
Im 15. Jahrhundert wurde die Kirche allmählich zu klein. Außerdem wies sie zunehmend Bauschäden auf. Ab 1465 gab es Bestrebungen für einen Neubau, zur Grundsteinlegung kam es aber erst am 14. Februar 1488. Der Grundstein wurde nach dem Brand von 1850 gefunden. Seine Inschrift lautete:

„Uf Sanct Valentins Dag der erst Steyn gelacht [gelegt] wart, daz sag ich euch vorwar, da man schrib Vierzehnhundertachtzig und acht.“

Als 1493 der Bau wegen Geldmangels zu stoppen drohte, verfasste Graf Adolf III. zusammen mit Gemeindevertretern einen Bittbrief, den er in der Grafschaft verteilen ließ und in dem er um Almosen für den Kirchenbau bat.
Die Pläne sahen eine dreischiffige gotische Hallenkirche mit großem Chor vor. Das Kirchenschiff sollte etwa doppelt so breit werden, wie das alte. Eine Verlängerung war wegen der beengten städtebaulichen Verhältnisse nicht möglich. Wegen der knappen Finanzmittel änderte man die Pläne jedoch, als der Chor bereits abgerissen und durch einen neuen ersetzt war und das alte Langhaus noch stand, da man es während der Bauzeit weiter für Gottesdienste nutzen wollte. Ein Joch des breiteren Langhauses waren ebenfalls bereits fertiggestellt, als man sich entschloss, den alten Teil beizubehalten. Dies hatte zur Folge, dass sich eine ungewöhnliche Asymmetrie ergab: Die Achse des Chores war um ca. zwei Meter gegenüber der Achse des Langhauses versetzt. Das bereits fertiggestellte breitere Joch bildete fortan ein ursprünglich nicht geplantes Querhaus.
Der Turm wurde ab 1509 umgebaut. Durch den Tod Graf Adolfs III., der im Jahr 1511 in der Kirche beigesetzt wurde, verzögerte sich die Fertigstellung der Kirche um mehrere Jahre. Erst 1521 konnte sie geweiht werden.
Nach der Reformation wurde die Mauritiuskirche lutherisch. Am 1. Januar 1543 wurde der erste evangelische Pfarrer eingesetzt. Nach dem Augsburger Religionsfrieden von 1555 wurde Nassau dann endgültig lutherisch.
Die Kirche war von einem Friedhof umgeben, der 1690 geschlossen wurde. Seitdem wurde der bereits seit 1573 als Armenfriedhof bestehende „Todtenhof an der Heidenmauer“ im Bereich der heutigen Coulinstraße als allgemeine Begräbnisstätte genutzt. Neben der Mauritiuskirche lag die Michelskapelle, die dem Hl. Michael geweiht war und deren unterer Teil als Beinhaus diente. Beim Stadtbrand von 1547 wurde sie vernichtet.

### Das Ende

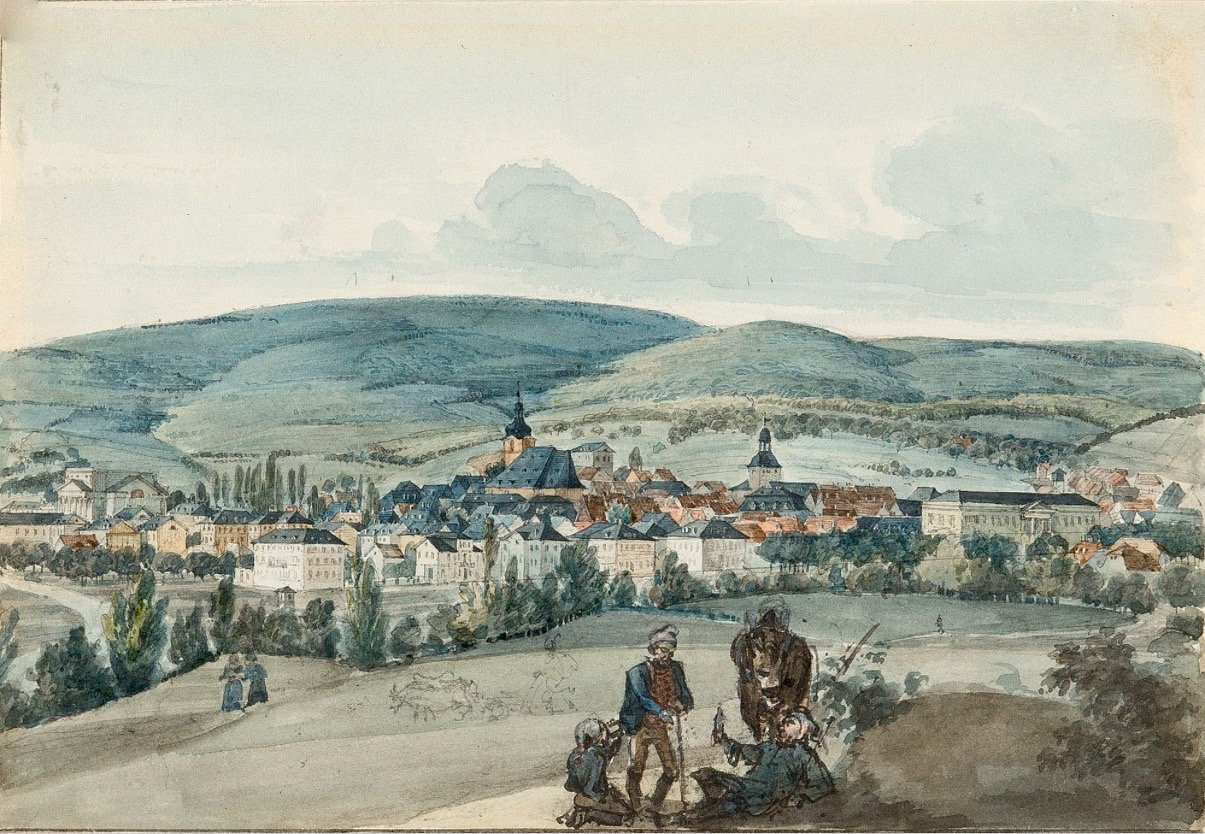
Blick auf die Stadt Wiesbaden von Südosten im Jahr 1837, wenige Jahre vor dem Brand und Abbruch der Mauritiuskirche: In der Bildmitte sind gut der Turm und das steile Kirchendach zu erkennen, die über Jahrhunderte das Stadtbild Wiesbadens dominierten, Aquarell von Fritz Bamberger

1850 geriet die Kirche bei Spenglerarbeiten am Turmhelm in Brand und wurde bis auf die Außenmauern vernichtet. Allein der Sarkophag der Herzogin Elisabeth konnte gerettet werden. Das Gotteshaus wurde nicht wieder aufgebaut. An seiner Stelle liegt heute der Mauritiusplatz. Dort erinnert eine Tafel an die frühere Kirche. Als Ersatz wurde 1852–1862 durch Carl Boos die Marktkirche als Nassauer Landesdom errichtet.

## Besonderheiten
1632 oder 1650 wurden die Epitaphien der nassauischen Grafen und ihrer Verwandten in der inzwischen zur Ruine gewordenen Kirche des ehemaligen nassauischen Hausklosters Klarenthal abgebaut und in der Mauritiuskirche aufgestellt. Sie wurden dort bei deren großem Brand 1850 zerstört.